# Лагарп, Жан-Франсуа де
Жан-Франсуа́ де Лага́рп (фр. Jean-François de La Harpe; 20 ноября 1739, Париж — 11 февраля 1803, там же) — французский писатель, драматург и журналист, литературный критик, член Французской академии. Последовательный сторонник классицизма.

## Биография
Жан-Франсуа де Лагарп родился 20 ноября 1739 года в городе Париже.
Сначала хотел стать поэтом и неудачно дебютировал в излюбленном тогда жанре «героид». Его трагедия «Warwick» представлена была в 1763 году, с громадным успехом; в печати Лагарп предпослал ей письмо к Вольтеру, которое обратило на себя внимание философа своей смелостью и повело к дружеским отношениям между Лагарпом и Вольтером, длившимся до самой смерти последнего.

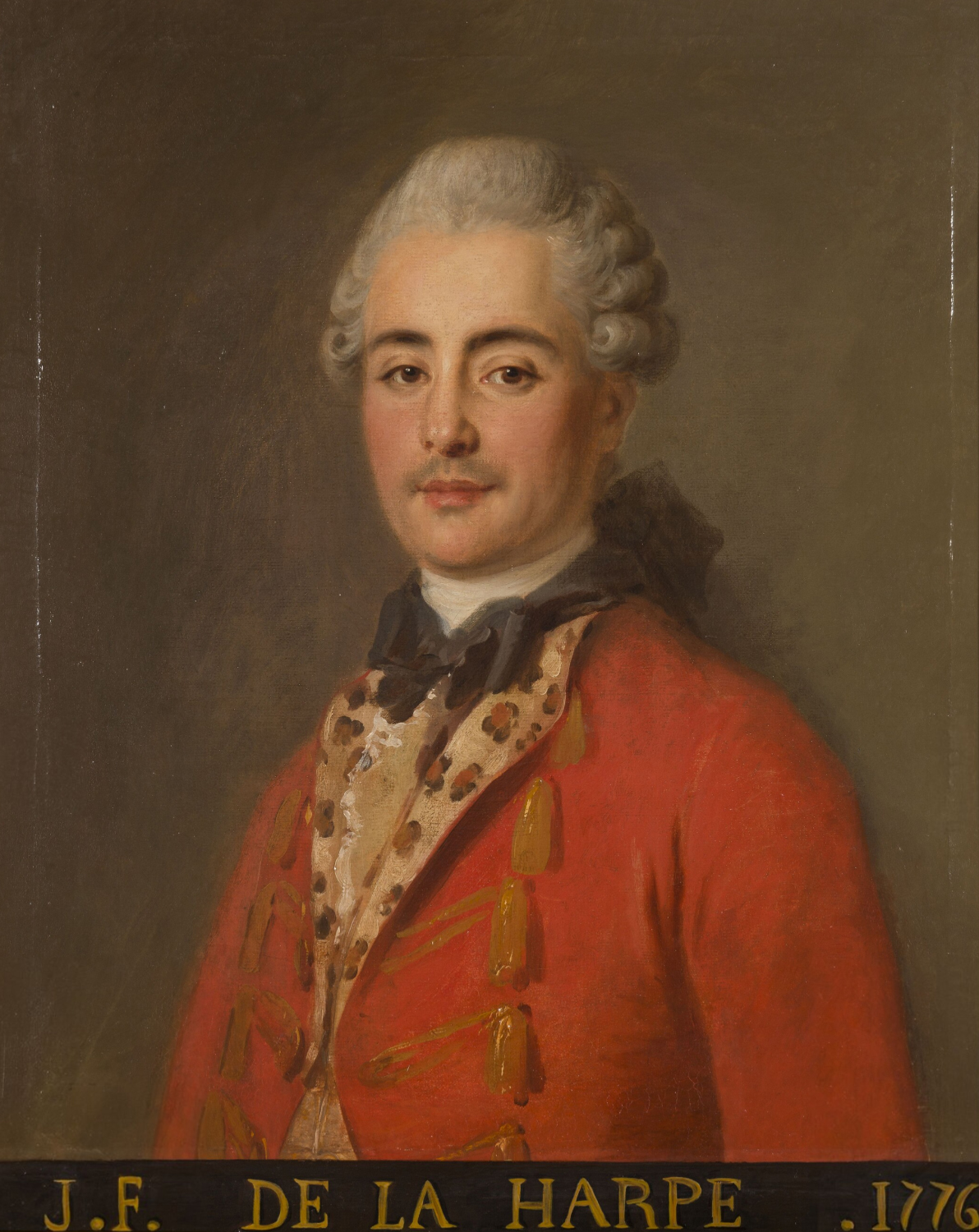
Жан-Франсуа де Лагарп

Трагедии Лагарпа «Mélanie» и «Philoctète», поэмы «Tangu et Félime» и «Réponse d’Horace» (ответ на Вольтеровскую Epitre à Horace) слабы и риторичны. Более на своем месте Лагарп оказался в журналистике. Критика его отличалась большой резкостью; он не щадил ближайших друзей, когда дело шло о вопросах художественного вкуса, и разыгрывал Аристарха, создающего эстетический кодекс.
Смерть Вольтера в 1778 году сделала положение Лагарпа очень тяжелым; отсутствие авторитетной защиты придало смелость его многочисленным врагам. Его осыпали эпиграммами по поводу трагедии «Barmécide», поносили за то, что вскоре после смерти Вольтера он осмелился произнести строгий приговор одной трагедии своего умершего покровителя и, несмотря на его сдержанные и вполне разумные оправдания, принудили его выйти из редакции «Mercure».
Престиж Лагарпа был восстановлен в 1786 г., когда он сделался профессором литературы в новооткрывшемся лицее, предназначенном быть Сорбонной светского общества. Из его чтений, собранных потом в «Cours de Littérature», самыми блестящими были лекции о Расине, проливающие яркий свет на причины того культа, которым окружали имя Расина в XVIII в. В общем Лагарп оказался в этих лекциях, составляющих его главную литературную заслугу, не столько проницательным критиком, сколько ясно и оживленно излагающим свой предмет профессором. Он развил и применил на практике основные принципы Вольтера и, не обладая блеском и оригинальностью мысли своего учителя, унаследовал отчасти его уменье быть ясным и убедительным.
Революция произвела большой переворот в настроении Лагарпа. До 1793 года он был ярым республиканцем, все его идеи носили революционный характер; но, попав в тюрьму во время террора, он вышел из неё «обращенным», сделался верующим христианином и, возобновив лекции в 1794 году, стал громить «врагов совести и нравственности, искусства и литературы».
Жан-Франсуа де Лагарп умер 11 февраля 1803 года в родном городе.